# باول برغر
باول برغر هو دراج ومصور بلجيكي، ولد في 1874، وتوفي في 1940.

## وصلات خارجية
- باول برغر على موقع أرشيف الدراجات (الإنجليزية)